# Kismányok, Tolna
Kismányok (în germană Kleinmanok) este un sat în districtul Bonyhád, județul Tolna, Ungaria, având o populație de 350 de locuitori (2011).

## Demografie
Componența etnică a satului Kismányok
     Maghiari (81,7%)
     Germani (17,32%)
     Bulgari (0,98%)
Componența confesională a satului Kismányok
     Romano-catolici (38,86%)
     Luterani (16,86%)
     Fără religie (3,71%)
     Necunoscută (40,57%)
Conform recensământului din 2011, satul Kismányok avea 350 de locuitori. Din punct de vedere etnic, majoritatea locuitorilor (81,7%) erau maghiari, cu o minoritate de germani (17,32%). Nu există o religie majoritară, locuitorii fiind romano-catolici (38,86%), luterani (16,86%) și persoane fără religie (3,71%). Pentru 40,57% din locuitori nu este cunoscută apartenența confesională.